# Rock Band 3
Rock Band 3 è un videogioco musicale che rappresenta la terza incarnazione della serie videoludica Rock Band sviluppata da Harmonix Music Systems per MTV Games la cui pubblicazione è avvenuta nell'ottobre 2010.

## Sviluppo
Nonostante dello sviluppo del titolo si fosse iniziato a parlarne già poco dopo l'uscita di The Beatles: Rock Band (quindi verso la fine del 2009), l'annuncio ufficiale dello stato di sviluppo del gioco è arrivato ufficialmente solo il 9 marzo 2010 tramite un comunicato da parte dello sviluppatore Harmonix sulla propria pagina di Facebook.
All'inizio di giugno 2010 è stata messa online la demo di Green Day: Rock Band, al termine della quale c'è una pubblicità che segnala l'avvento di Rock Band 3 e, accanto al "3" del nuovo capitolo ci sono le icone degli strumenti musicali; la novità sta nel fatto che oltre ai "soliti" 4 strumenti (chitarra, basso, batteria e voce) ce n'è un quinto costituito da una tastiera, il che lasciava supporre che sarebbe stato aggiunto anche questo strumento; inoltre va segnalato che l'icona del microfono ad indicare la voce non è costituita da un microfono soltanto ma da tre microfoni il che lascia intuire che in Rock Band 3 ritorneranno le armonie vocali già viste con The Beatles: Rock Band e con lo stesso Green Day: Rock Band. Queste caratteristiche hanno avuto poi un riscontro effettivo una decina di giorno dopo in un servizio di "USA Today" che mostrava la nuova tastiera in azione e il canto con le armonizzazioni.
Particolarmente attesa è stata la fiera di settore E3 del 2010 dove MTV Games ha allestito uno stand tutto suo con il quale ha presentato ufficialmente il gioco; da allora hanno iniziato a girare per la rete tracklist ufficiose fino a quando, nel periodo di agosto durante la GamesCon 2010 a Colonia è trapelata per errore la tracklist completa vera, costringendo così il team di Harmonix a confermarla ufficialmente.
Poco dopo l'uscita del gioco nei negozi, avvenuta negli ultimi giorni di ottobre, la Fender ha diffuso il comunicato in cui veniva ufficializzato il costo e la data di commercializzazione della chitarra "vera" da abbinare al gioco.

## Controller-strumenti
Il gioco presenta controller che replicano in maniera molto più verosimile le controparti reali rispetto a quanto non sia avvenuto in passato. La Harmonix ha prolungato il suo contratto con la MadCatz per la produzione delle periferiche per il gioco per poter produrre un set di strumenti completamente nuovo, assolutamente necessario per le novità che questo titolo si propone di apportare. Qua di seguito gli strumenti visualizzati nel dettaglio:
- Microfono: il canto è la parte che ha subito meno innovazioni visto che la caratteristica principale, quella dei cori, è ripresa dalle espansioni monotematiche precedentemente dedicate ai The Beatles e ai Green Day.
- Chitarra: di chitarre ce ne sono due: una prodotta dalla MadCatz sarà una replica di un modello Fender e avrà una serie di tasti che permetteranno di giocare con la modalità Pro anche senza il bisogno di comprare una chitarra vera; l'atra è prodotta dalla Fender stessa ed è una replica della Stratocaster a corde liberamente suonabile come una normale chitarra, oltre che ovviamente compatibile con il gioco.
- Basso: il gameplay del basso è rimasto invariato.
- Batteria: la batteria riprende il vecchio modello a 4 pad delle precedenti batterie e vi aggiunge una serie di piatti che con le precedenti si acquistavano a parte. Sarà possibile decidere cosa abilitare tramite un menu richiamabile in-game e sarà possibile, per chi possiede una batteria elettronica, anche attivare il pedale dell'Hi-hat (noto anche come Charleston)[8].
- Tastiera: la tastiera è composta da una piccola keytar di 25 tasti corrispondenti a due ottave complete comprensive di diesis e sarà dotata di porta Midi per poter essere utilizzata anche al di fuori del suo contesto videoludico di appartenenza. Sul "manico" a schermo i tasti vengono mostrati in maniera diversa a seconda della modalità in cui si gioca (vedi)

## Caratteristiche
Rock Band 3 presenta, tra le novità, quella di poter cambiare "al volo" il livello di difficoltà di un brano senza doverlo ricominciare e la possibilità di entrare ed uscire in un brano senza passare dal menù principale (opzione, quest'ultima, già vista nei Guitar Hero dal quinto capitolo della serie in poi).
È stato rivisto inoltre il filtraggio delle canzoni: data la mole di canzoni che il gioco può ritrovarsi a gestire (considerando la compatibilità con i brani dei precedenti giochi e la disponibilità sullo store online al lancio del gioco di circa 2000 canzoni) si è deciso di apportare migliorie alla possibilità con cui è possibile raggruppare le canzoni per evitare di passare troppo tempo a scorrerle qualora se ne possedesse tante; adesso sarà possibile effettuare ulteriori ricerche come la possibilità di riordinare le canzoni per minutaggio.

## Modalità di gioco
- Storia: la modalità storia è stata rivista e focalizzata all'ottenimento di una serie di traguardi e prevede il suo completamento solo in virtù dei risultati ottenuti con gli stessi e non più solo in base allo suonare le canzoni.
- Rock Band Pro: è la modalità che permetterà di sfruttare fino in fondo i nuovi strumenti: le note saranno sostituite da simboli più vicini alla rappresentazione reale delle note; per fare un esempio con la chitarra le note verranno sostituite da numeri che indicheranno la diteggiatura per eseguire il brano al meglio mentre con la tastiera i cinque tasti dei soliti colori vengono sostituiti da tasti di colore bianco o nero con l'aggiunta, con un certo anticipo, di frecce atte a indicare il necessario spostamento della mano per passare ad una serie di tasti più alta ad una più bassa o viceversa.

## Tracklist
La tracklist completa del gioco contiene 83 canzoni e coprono cinquant'anni di musica; qua di seguito l'elenco completo delle canzoni:
1960:
- Break on Through (To the Other Side) - The Doors
- Crosstown Traffic - The Jimi Hendrix Experience
- Good Vibrations (live) - The Beach Boys
- I Can See for Miles - The Who
- I Got You (I Feel Good) - James Brown
- Space Oddity - David Bowie

1970:
- 20th Century Boy - T. Rex
- 25 or 6 to 4 - Chicago
- Bohemian Rhapsody - Queen
- China Grove - The Doobie Brothers
- Cold as Ice - Foreigner
- Fly Like an Eagle - Steve Miller Band
- Free Bird - Lynyrd Skynyrd
- Get Up, Stand Up - Bob Marley & The Wailers
- Heart of Glass - Blondie
- I Need to Know - Tom Petty & The Heartbreakers
- I Wanna Be Sedated - Ramones
- Imagine - John Lennon
- Low Rider - War
- Radar Love - Golden Earring
- Rock Lobster - The B-52s
- Roundabout - Yes
- Saturday Night's Alright (For Fighting) - Elton John
- Smoke on the Water - Deep Purple
- Werewolves of London - Warren Zevon

1980:
- Caught in a Mosh - Anthrax
- Centerfold - J. Geils Band
- Crazy Train - Ozzy Osbourne
- Don't Stand So Close to Me - The Police
- Everybody Wants to Rule the World - Tears for Fears
- Foolin' - Def Leppard
- Here I Go Again '87 - Whitesnake
- I Love Rock 'n' Roll - Joan Jett & The Blackhearts
- In a Big Country - Big Country
- Just like Heaven - The Cure
- Need You Tonight - INXS
- Rainbow in the Dark - Ronnie James Dio
- Sister Christian - Night Ranger
- Stop Me If You Think You've Heard This One Before - The Smiths
- The Killing Moon - Echo & the Bunnymen
- The Look - Roxette
- The Power of Love - Huey Lewis and the News
- Walk of Life - Dire Straits
- Whip It - Devo

1990:
- Been Caught Stealing - Jane's Addiction
- Du hast - Rammstein
- Hey Man, Nice Shot - Filter
- In the Meantime - Spacehog
- Jerry Was a Racecar Driver - Primus
- Llama - Phish
- Midlife Crisis - Faith No More
- Outer Space - The Muffs
- Oye mi amor - Maná
- Plush - Stone Temple Pilots
- The Beautiful People - Marilyn Manson
- This Bastard's Life - Swingin' Utters
- Walkin' on the Sun - Smash Mouth

2000:
- Antibodies - Poni Hoax
- Beast and the Harlot - Avenged Sevenfold
- Before I Forget - Slipknot
- Combat Baby - Metric
- Dead End Friends - Them Crooked Vultures
- Don't Bury Me... I'm Still Not Dead - Riverboat Gamblers
- False Alarm - The Bronx
- Get Free - The Vines
- Humanoid - Tokio Hotel
- Killing Loneliness - HIM
- King George - Dover
- Lasso - Phoenix
- Last Dance - The Raveonettes
- Living in America - The Sounds
- Me enamora - Juanes
- Misery Business - Paramore
- No One Knows - Queens of the Stone Age
- Oh My God - Ida Maria
- One Armed Scissor - At the Drive-In
- Portions for Foxes - Rilo Kiley
- Rehab - Amy Winehouse
- Something Bigger, Something Brighter - Pretty Girls Make Graves
- The Con - Tegan and Sara
- The Hardest Button to Button - The White Stripes
- Yoshimi Battles the Pink Robots, Pt. 1 - The Flaming Lips

2010:
- Viva La Resistance - Hypernova

La versione per Nintendo DS contiene 25 delle canzoni di questa tracklist.
Sulle console "maggiori" le canzoni dei precedenti titoli e le canzoni aggiuntive acquistate online saranno compatibili con questo capitolo, sia che appartengano allo store online sia che appartengano al Rock Band Network; al contrario, le canzoni che usciranno sullo store online a partire dall'uscita di Rock Band 3 in poi non saranno compatibili con i capitoli precedenti a causa delle aggiunte al motore di gioco di quest'ultimo capitolo. Inoltre furono resi disponibili anche diversi pacchetti a pagamento che aggiungevano ulteriori brani.

## Accoglienza
La rivista Play Generation diede alla versione per PlayStation 3 un punteggio di 91/100, apprezzando i nuovi strumenti, la nuova Carriera, la modalità Pro e la compatibilità con i precedenti RB e come contro il fatto che senza le costose periferiche Pro, il giocatore rischiava di perdersi parte dell'esperienza di gioco, finendo per trovarlo uno dei titoli musicali più completi e longevi, soprattutto per chi poteva permettersi i nuovi strumenti. La stessa testata lo classificò come il secondo migliore titolo party del 2010.